# بورتمور
بورتمور (بالإنجليزية: Portmore، باتوا جامايكية:  Puotmuor) مدينة ساحلية تقع في جنوب جاميكا بالقرب من كينغستون في دائرة سانت كاثرين. يقدر عدد سكانها بحوالي 175000 نسمة.
كان أول مستوطني بورتمور هم الأراواك (تاينوز) الذي كانوا يمارسون صيد الأسماك فيها، وقدموا إليها في الفترة بين 900 و1200. توجد لهم آثار في المدينة مثل تل بورت هندرسون ومنزل رودني ورك بوينت والبحيرة المالحة في هلشاير وفي رأس ناغو. لم يستوطنها الإسبان بشكل كبير لكونها غير مضيافة، ولكن كانت باسيج فورت (Passage Fort) هي أول مدينة حقيقية تأسست في تلك المنطقة فقد كانت نقطة لنقل البضائع وشحنات البواخر بين سبانيش تاون والميناء الذي أطلق عليه لاحقاً اسم ميناء كينغستون.
في عام 1655 قدم الإنجليز بقيادة بن وفنيبلز إلى باسيج فورت واحتلوا جاميكا فقسموا البلاد فيما بينهم. في بداية العقد 1700 أصبحت بورتمور ممتلكة صغيرة ثم بنوا القلاع حولها للدفاع عن الجزيرة، ومن أبرزها قلعة أوغسطا (Fort Augusta).
في عام 1968 بدأت أولى المجموعات السكانية بالعيش هناك مع بداية مشروع إعمارها. مع حلول العام 2000 فاق عدد سكانها 170 ألف نسمة.

## أعلام
- ديفيد ويلر
- أونيل فيشير
- دارين ماتوكس
- أندريه كلينون
- روماريو وليامز